# ارهارت ینرت
ارهارت بِنِرت (به آلمانی: Erhard Jähnert) (۱۷ اوت ۱۹۱۷–۲۳ ژوئیه ۲۰۰۶) افسر آلمانی در دوره رایش سوم بود که در جریان جنگ جهانی دوم با پرواز با هواپیماهای تهاجمی از جمله یو ۸۷ در لوفت‌وافه خدمت کرد.

## زندگی
ارهارت ینرت ماه اوت سال ۱۹۱۷ در پانتیچ، شهر کوچکی در نزدیکی لایپتسیش زاده شد. پرواز با بادپر را به خوبی فراگرفت. سال ۱۹۳۶ وارد خدمت در لوفت‌وافه شد. پس گذراندن دوره آموزش پرواز، به نیروی بمب‌افکن شیرجه‌ای تخصیص یافت. با آغاز جنگ جهانی دوم، در پرواز با هواگرد یونکرس یو ۸۷ب در قالب جناح ۷۶ اشتوکا در کارزار لهستان و در قالب جناح ۳ اشتوکا در کارزار فرانسه حضور داشت. ینرت ماه دسامبر سال ۱۹۴۰ به حبهه مدیترانه منتقل شد و با اسقرار در سیسیل در چندین حمله به جزیره مالت مشارکت کرد. ینرت سپس با جناح ۳ اشتوکا به شمال آفریقا رفت و رزم سنگینی را در پشتیبانی از آفریکاکور تجربه کرد. روز ۱ دسامبر سال ۱۹۴۲ نشان صلیب آلمانی طلایی به او اعطا شد. خلبانان بمب‌افکن‌ها و بمب‌افکن‌های شیرجه‌ای بر اساس تعداد ماموریت‌های پروازی خود نشان می‌گرفتند. روز ۸ مه سال ۱۹۴۳، در واپسین روزهای نبرد تونس، ینرت با تکمیل ۳۰۰ مأموریت رزمی، نشان صلیب شوالیه صلیب آهنین را نیز دریافت کرد. هواگرد یو ۸۷ با سرعت، قابلیت تحرک‌پذیری و حفاظت زرهی نسبتاً کم، حتی پیش از آغاز جنگ کاملاً منسوخ به حساب می‌آمدند و زنده ماندن ینرت با این تعداد مأموریت انجام گرفته تا این زمان خود ویژگی ممتازی برای او بود.
یگان ینرت به جبهه شرقی منتقل شد و با تجهیز شدن به جنگنده-بمب‌افکن‌های تهاجمی تک‌سرنشین فوکه-وولف اف‌و ۱۹۰، به جناح ۳ نبرد تغییر نام داد. ینرت با این هواگرد بسیار پرسرعت‌تر نیز تعداد فراوانی پرواز رزمی انجام داد. در پانصدمین مأموریت خود در حمله‌ای مشارکت داشت که به غرق کردن سه ناوشکن شوروی منجر شد. ینرت، همانند دیگر خلبانان متبهر، مدتی از صحنه رزم دور بود و در دانشکده هواگردهای تهاجمی دویچ‌بروت در موراویا تدریس کرد. شش ماه نخست سال ۱۹۴۴ را آن‌جا بود و سپس به آوردگاه بازگشت. ینرت به درجه سروان ترفیع گرفت و فرمانده گروه ۳ جناح ۳ نبرد شد که در آن زمان در منطقه کورلند در شمال غربی لتونی در منتهی‌الیه شمالی جبهه شرقی عمل می‌کرد. تا ماه فوریه سال ۱۹۴۵ مجموعاً ۶۰۰ مأموریت رزمی به انجام رساند. این هنگام درگیری‌ها آن‌چنان شدت داشت که ینرت بیش ۱۰۰ مأموریت رزمی دیگر نیز در عرض تنها ۱۲ هفته بعدی صورت داد. در این مدت بیش از ۲۵ تانک دشمن را با شلیک راکت از هواگرد اف‌و ۱۹۰ خود منهدم کرد. ینرت روز ۳۰ آوریل ۱۹۴۵، به عنوان یکی از آخرین افراد، مفتخر به دریافت برگ‌های بلوط صلیب شوالیه شد. در پایان جنگ به اسارت نیروهای بریتانیایی درآمد.